# Quincurión
Quincurión era, en la milicia antigua romana el jefe o cabo que mandaba cinco soldados, como el decurión mandaba diez soldados pero solo lo cita este cargo Diego Gracián en su obra Tratado de Jenofonte: Y a los quincuriones haría decurión, y que el particular que se mostrase muy bueno, y esforzado soldado, le harían quincurión, y por tanto quizá sea más una curiosidad histórica, que un cargo que existió en la legión romana.